# Michaela Mojzis
Michaela Mojzis-Böhm (geb. Mojzis; * 22. Februar 1969 in Wien) ist eine europaweit tätige, österreichische Kommunikationstrainerin und Beraterin. Mojzis-Böhm ist Gründerin der ersten Beratungsfirma für unternehmerische Arbeit mit Fans und Unterstützern (Corporate Grassroots). Sie war 2007 – 2008 Bundesgeschäftsführerin der Österreichischen Volkspartei.

## Leben
Nach Abschluss der Matura an der Handelsakademie in Wien 13 arbeitete sie einige Jahre als Baustellen-Leiterin im elterlichen Elektrounternehmen. Danach machte Mojzis eine Ausbildung zur akademisch geprüften Werbefachfrau an der Wirtschaftsuniversität Wien und nahm am Hochschullehrgang für politische Bildung teil.
Seit 1992 arbeitet Mojzis-Böhm als selbständige Kommunikationstrainerin, von 1994 bis 1998 war sie zusätzlich als Coach im Bereich Unternehmenskommunikation tätig. Sie Gastvortragende an der Universität Wien (1997), der FH Salzburg (2003) und der Wirtschaftsuniversität Wien (2004). Mojzis war Gründungsmitglied der Beratergruppe „Indigo8 – Netzwerk für Personal und Organisationsentwicklung“. Von 2005 bis 2007 war sie Mitglied des ORF-Publikumsrates und anschließend bis 2008 Bundesgeschäftsführerin der Österreichischen Volkspartei. Seit 2009 ist sie Partnerin der „Corporate Grassroots Factory“, die sich mit strukturiertem Fan-Management von Unternehmen beschäftigt.  2017 brachte sie mit meinerede.online einen Online-Redeschreibeservice auf den Markt.

## Publikationen
- Mojzis-Böhm: Fans und deren Begeisterung führen. In: Indigo8 (Hrsg.): Abenteuer Führung. Indigo8, 2014, ISBN 978-3-200-03882-0
- Corporate Grassroots. Gezielt Potentiale nutzen. In: LO – Lernende Organisation. Heft 66/2011, ISSN 1609-1248